# Javier Sotomayor
Javier Sotomayor Sanabria (Limonar, 13 ottobre 1967) è un ex altista cubano, detentore dei record mondiali outdoor e indoor della specialità.
È considerato il più grande saltatore in alto di tutti i tempi. Vincitore di una medaglia d'oro ai Giochi olimpici, di due ori ai mondiali all'aperto, di quattro ori ai mondiali indoor e di tre ori ai Giochi panamericani, è stato il dominatore della specialità dalla fine degli anni ottanta fino alla fine del XX secolo.

## Biografia

### Anni ottanta
Sotomayor era appena diciassettenne quando, nel 1984, saltò 2,33, stabilendo il nuovo record mondiale juniores, misura che gli avrebbe permesso di salire sul podio olimpico a Los Angeles, Olimpiadi peraltro disertate da Cuba come da tutti i paesi del blocco orientale. L'anno successivo ai Giochi mondiali indoor 1985 vince la medaglia d'argento saltando 2,30 m in gennaio, e due mesi più tardi a L'Avana migliora il proprio personale arrivando a 2,34 m. Nel 1986 migliora nuovamente il personale, saltando a Santiago di Cuba 2,36 m. Il primo titolo a livello internazionale lo vince nel 1987 ai X Giochi panamericani di Indianapolis, migliorando il proprio personale e portandolo a 2,37 m, mentre ai mondiali di Roma dello stesso anno non va oltre il nono posto (2,29 m).
L'8 settembre 1988 a Salamanca, Sotomayor stabilì il record del mondo, appartenente a Patrik Sjöberg, portandolo a 2,43, pochi giorni prima della cerimonia di apertura delle Olimpiadi di Seul, dove ancora una volta non sarà presente perché Cuba diserta anche quei Giochi, in solidarietà con la Corea del Nord. Nel 1989, dopo aver saltato ai mondiali indoor di Budapest 2,43, stabilì un nuovo record del mondo saltando 2,44 ai Campionati centroamericani e caraibici di atletica leggera di Porto Rico.

### Anni novanta
Il 1990 fu un anno problematico per Sotomayor, una lesione a un piede lo lasciò fuori dalle gare per buona parte della stagione, inoltre soffrì la scomparsa del suo allenatore di sempre, José Godoy, sostituito poi da Guillermo de la Torre.
Guarito dall'infortunio e col nuovo allenatore, vince comunque ai XVI Giochi Centroamericani di Città del Messico, mentre l'anno successivo partecipa ai mondiali di Tokyo giungendo secondo, alle spalle dello statunitense Austin. Vince inoltre la medaglia d'oro, la seconda consecutiva, ai Giochi panamericani organizzati a casa sua, a L'Avana.
Nel 1992, a Barcellona, riuscì finalmente a partecipare e a vincere la medaglia d'oro ai Giochi olimpici, con un salto vincente di 2,34 m, stessa misura raggiunta da altri 4 saltatori. Il cubano però non aveva sbagliato un solo tentativo fino a quel punto, passando le misure sempre al primo salto, a differenza degli altri e si aggiudicò la gara davanti a Sjoberg e a ben tre atleti che vinsero il bronzo, Artur Partyka, Tim Forsyth e Hollis Conway. Anni dopo Sotomayor confessò che l'evento olimpico fu quello che gli generò maggior ansietà e nervosismo di tutta la carriera.
Il 27 luglio 1993, ancora a Salamanca stabilì un nuovo record mondiale saltando 2,45 metri, primato mai più avvicinato da nessun atleta negli anni seguenti. Nello stesso anno conquista anche i mondiali, sia indoor che all'aperto, saltando, nelle due occasioni, rispettivamente 2,41 m e 2,40 m. Ancora nel 1993, Sotomayor ricevette il premio "Príncipe de Asturias de los Deportes". Da questo momento Sotomayor inizierà ad accusare qualche problema fisico, che unito allo sforzo mentale nel restare al massimo livello per tanti anni, ne comprometterà le prestazioni negli anni seguenti. Nonostante nel 1995 vinca ai mondiali indoor e, per la terza volta, ai Giochi panamericani, ai mondiali all'aperto sarà solo secondo, battuto a 2,37 m da Troy Kemp, e l'anno seguente ai Giochi di Atlanta si classificherà solamente dodicesimo, non riuscendo a saltare 2,32 m.
Nel 1997 riuscì a tornare ai vertici ai mondiali di Atene, dove vinse l'oro con 2,37 m, superando Artur Partyka e Tim Forsyth.

### Doping e ritiro

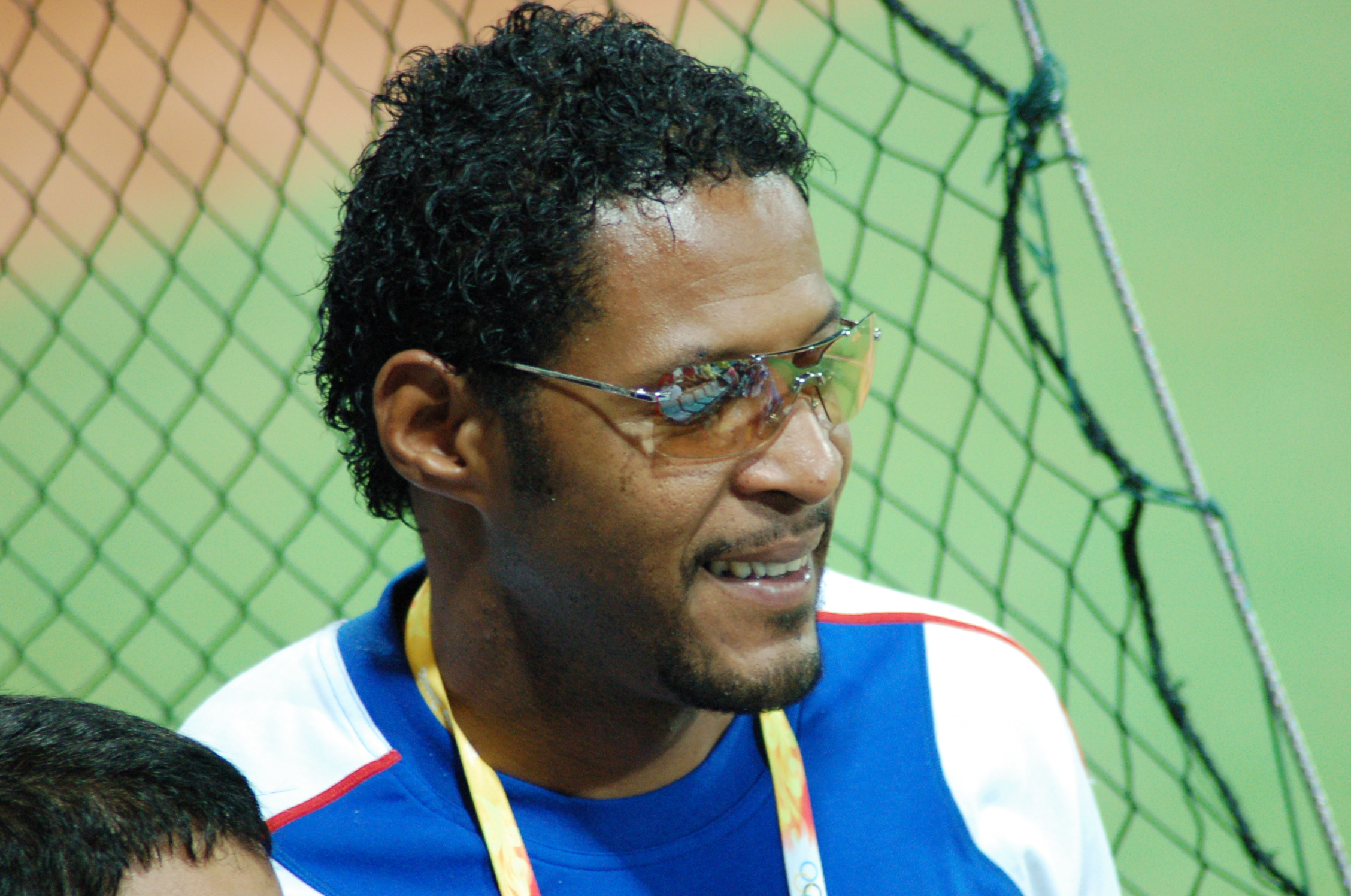
Javier Sotomayor a Pechino 2008.

Dopo un 1998 senza grandi competizioni, si presentò ai XIII Giochi panamericani di Winnipeg come chiaro favorito. Il cubano vinse la gara, e sarebbe stato l'unico atleta a vincere, in una competizione dell'atletica leggera ai panamericani, per quattro volte di fila, tuttavia pochi giorni dopo furono resi noti i test antidoping, nei quali Sotomayor risultava positivo alla cocaina, venendo quindi squalificato. La IAAF lo sospese per 2 anni ma, dopo una lunga battaglia legale condotta dal presidente della federazione cubana d'atletica, il campione olimpico di Montreal Alberto Juantorena, la pena fu ridotta della metà per "circostanze eccezionali", vale a dire l'immensa carriera di Sotomayor e l'infinità di controlli negativi a cui si era sottoposto. Rientrato in gara si aggiudicò la medaglia d'argento ai Giochi olimpici del 2000, superato dal russo Sergej Kljugin per 3 centimetri (2,35 m contro 2,32 m).
Annunciato il ritiro dalle competizioni l'11 ottobre 2001, avrebbe dovuto essere squalificato a vita per una seconda positività riscontrata nel meeting di Tenerife il 14 luglio 2001 al nandrolone.
Inserito nel Salón de la Fama della Confederación Centroamericana y del Caribe de Atletismo nel 2007, nel 2011 ricevette dal Comitato olimpico internazionale il premio "Deporte inspiración para la Juventud"

## Statistiche

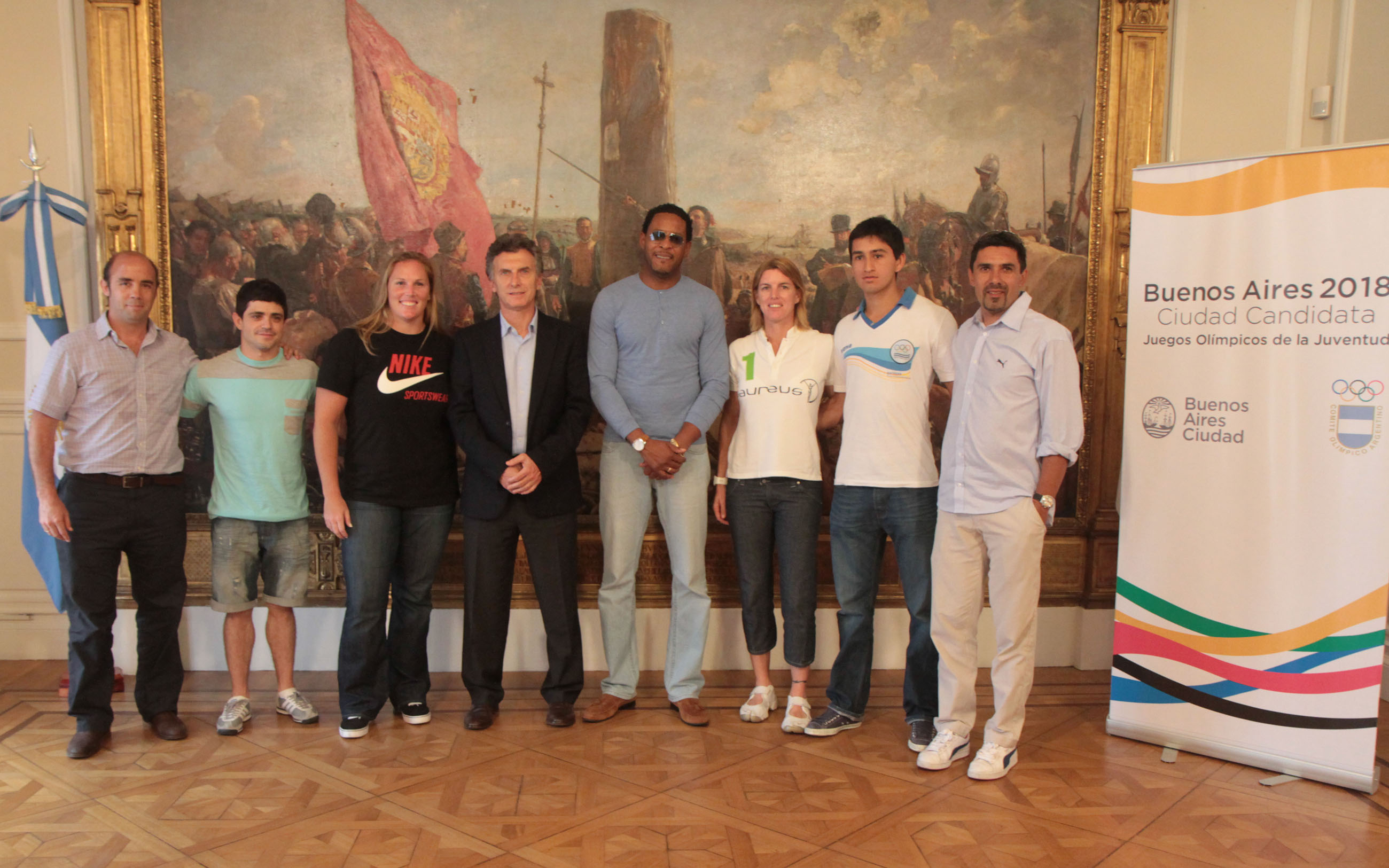
Javier Sotomayor ricevuto a Buenos Aires dal Capo del governo cittadino Mauricio Macri nel 2012.

Sotomayor ha avuto una netta predominanza nella storia del salto in alto. Tra i 24 salti più alti di tutti i tempi, 17 sono suoi; ha saltato oltre i 2,40 metri ben 21 volte, più di ogni altro atleta.
L'ultima volta che superò i 2,40 metri fu il 25 marzo 1995 ai Giochi panamericani che si svolsero a Mar del Plata, Argentina. Da allora soltanto il qatariota Mutaz Essa Barshim e l'ucraino Bohdan Bondarenko sono saliti più di una volta oltre i 2,40 m, misura raggiunta anche all'aperto dal russo Vjačeslav Voronin il 5 agosto 2000, e al coperto dallo svedese Stefan Holm il 6 marzo 2005 e da un altro russo, Ivan Uchov, il 25 febbraio 2009.

## Record nazionali

### Seniores
- Salto in alto: 2,45 m ( Salamanca, 27 luglio 1993)
- Salto in alto indoor: 2,43 m ( Budapest, 4 marzo 1989)

## Progressione

### Salto in alto
| Stagione | Risultato | Luogo         | Data      | Rank. Mond. |
| -------- | --------- | ------------- | --------- | ----------- |
| 2001     | 2,30 m    | Retimo        | 1-7-2001  | 15º         |
| 2000     | 2,32 m    | Sydney        | 24-9-2000 | 11º         |
| 1999     | 2,34 m    | Saint-Denis   | 3-7-1999  | 5º          |
| 1998     | 2,37 m    | Maracaibo     | 20-8-1998 | -           |
| 1997     | 2,37 m    | Atene         | 6-8-1997  | -           |
| 1996     | 2,33 m    | Atlanta       | 18-5-1996 | -           |
| 1995     | 2,40 m    | Mar del Plata | 25-3-1995 | -           |
| 1994     | 2,42 m    | Siviglia      | 5-6-1994  | -           |
| 1993     | 2,45 m    | Salamanca     | 27-7-1993 | 1º          |
| 1992     | 2,36 m    | Zurigo        | 19-8-1992 | -           |
| 1992     | 2,36 m    | Eberstadt     | 4-7-1992  | -           |
| 1991     | 2,40 m    | Saint-Denis   | 19-7-1991 | -           |
| 1990     | 2,36 m    | Jerez         | 3-9-1990  | -           |
| 1989     | 2,44 m    | San Juan      | 29-7-1989 | 1º          |
| 1988     | 2,43 m    | Salamanca     | 8-9-1988  | 1º          |
| 1987     | 2,37 m    | Atene         | 20-6-1987 | -           |
| 1986     | 2,36 m    | Santiago      | 23-2-1986 | -           |
| 1985     | 2,34 m    | L'Avana       | 20-3-1985 | -           |
| 1984     | 2,33 m    | L'Avana       | 19-5-1984 | -           |
| 1983     | 2,17 m    | -             | -         | -           |

## Palmarès

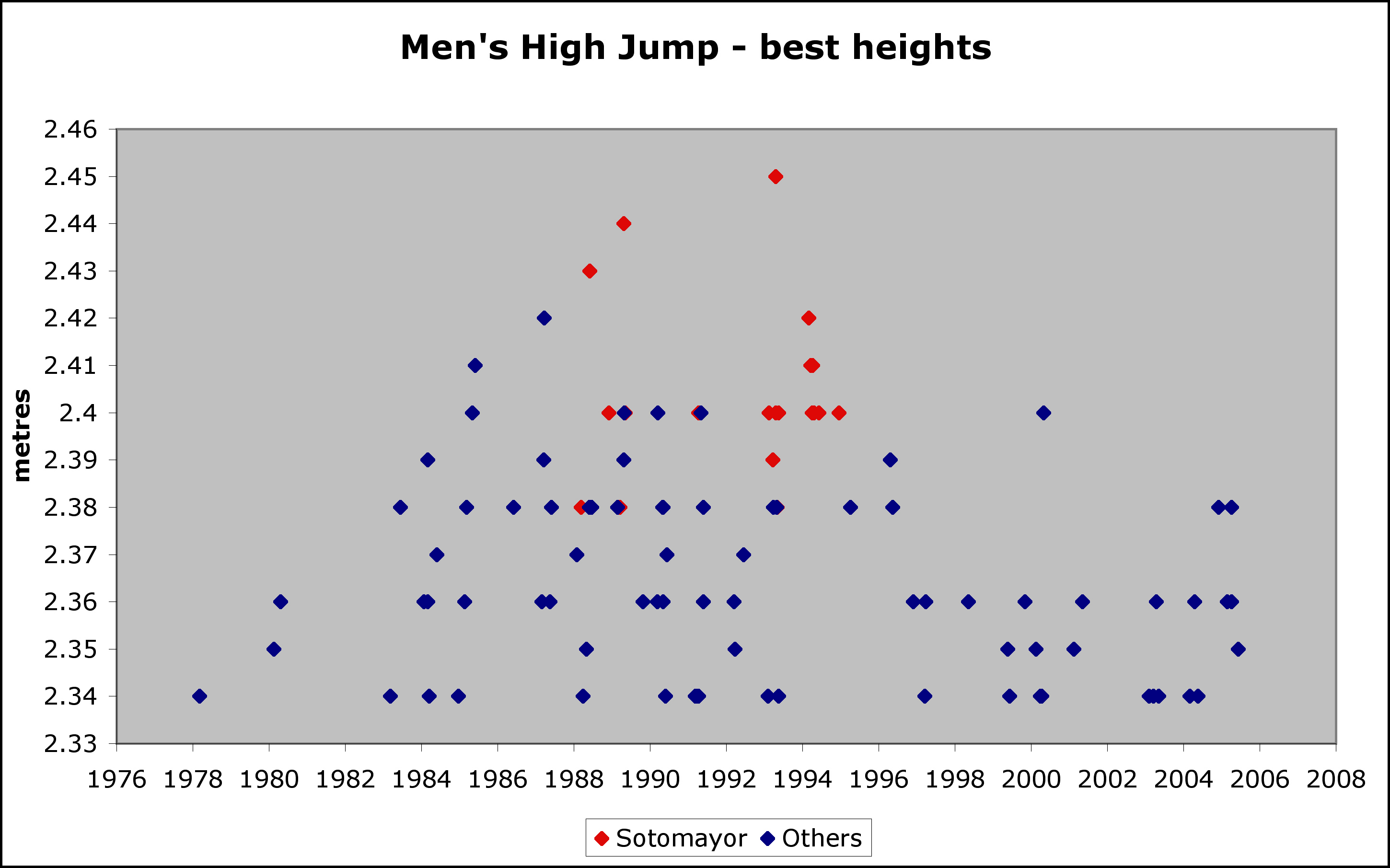
Le migliori prestazioni nel salto in alto maschile dal 1976 al 2008: i salti di Sotomayor sono indicati in rosso.

Javier Sotomayor è il saltatore in alto di maggior successo al mondo, il solo ad aver vinto due volte il Campionato mondiale outdoor nel salto in alto (1993 e 1997), ha vinto quattro medaglie d'oro ai mondiali indoor (1989, 1993, 1995 e 1999), risultato eguagliato solo dallo svedese Stefan Holm. Vincitore delle Olimpiadi di Barcellona nel 1992 e medaglia d'argento a Sydney nel 2000, ha anche vinto tre titoli consecutivi ai Giochi Panamericani, e ha vinto due volte le finali della IAAF (1994 e 1998). Oltre ai titoli in campo internazionale, Sotomayor ha vinto 12 volte ai Campionati cubani di atletica: consecutivamente dal 1986 al 1989 e ancora dal 1991 al 1995, e poi nel 1998, 1999 e 2001.
| Anno | Manifestazione      | Sede          | Evento        | Risultato | Prestazione | Note                                    |
| ---- | ------------------- | ------------- | ------------- | --------- | ----------- | --------------------------------------- |
| 1983 | Campionati CAC      | L'Avana       | Salto in alto | Bronzo    | 2,17 m      |                                         |
| 1985 | Mondiali indoor     | Parigi        | Salto in alto | Argento   | 2,30 m      |                                         |
| 1985 | Campionati CAC      | Nassau        | Salto in alto | Oro       | 2,30 m      | Record dei campionati                   |
| 1986 | Mondiali juniores   | Atene         | Salto in alto | Oro       | 2,25 m      |                                         |
| 1987 | Mondiali indoor     | Indianapolis  | Salto in alto | 4º        | 2,32 m      |                                         |
| 1987 | Giochi panamericani | Indianapolis  | Salto in alto | Oro       | 2,32 m      |                                         |
| 1987 | Mondiali            | Roma          | Salto in alto | 9º        | 2,29 m      |                                         |
| 1989 | Mondiali indoor     | Budapest      | Salto in alto | Oro       | 2,43 m      | ,                                       |
| 1989 | Campionati CAC      | San Juan      | Salto in alto | Oro       | 2,44 m      | Record dei campionati                   |
| 1989 | Universiade         | Duisburg      | Salto in alto | Oro       | 2,34 m      |                                         |
| 1991 | Mondiali indoor     | Siviglia      | Salto in alto | Bronzo    | 2,31 m      |                                         |
| 1991 | Giochi panamericani | L'Avana       | Salto in alto | Oro       | 2,35 m      |                                         |
| 1991 | Mondiali            | Tokyo         | Salto in alto | Argento   | 2,36 m      |                                         |
| 1992 | Giochi olimpici     | Barcellona    | Salto in alto | Oro       | 2,34 m      |                                         |
| 1993 | Mondiali indoor     | Toronto       | Salto in alto | Oro       | 2,41 m      |                                         |
| 1993 | Mondiali            | Stoccarda     | Salto in alto | Oro       | 2,40 m      | Record dei campionati                   |
| 1995 | Mondiali indoor     | Barcellona    | Salto in alto | Oro       | 2,38 m      |                                         |
| 1995 | Giochi panamericani | Mar del Plata | Salto in alto | Oro       | 2,40 m      |                                         |
| 1995 | Mondiali            | Göteborg      | Salto in alto | Argento   | 2,37 m      |                                         |
| 1996 | Giochi olimpici     | Atlanta       | Salto in alto | 11º       | 2,25 m      |                                         |
| 1997 | Mondiali            | Atene         | Salto in alto | Oro       | 2,37 m      | Miglior prestazione mondiale stagionale |
| 1999 | Mondiali indoor     | Maebashi      | Salto in alto | Oro       | 2,36 m      |                                         |
| 2000 | Giochi olimpici     | Sydney        | Salto in alto | Argento   | 2,32 m      |                                         |
| 2001 | Mondiali indoor     | Lisbona       | Salto in alto | 5º        | 2,25 m      |                                         |

## Altre competizioni internazionali
1985
- Bronzo in Coppa del mondo ( Canberra), salto in alto - 2,28 m

1992
- Argento in Coppa del mondo ( L'Avana), salto in alto - 2,26 m

1994
- Oro in IAAF Grand Prix Final ( Parigi), salto in alto - 2,33 m
- Oro in Coppa del mondo ( Londra), salto in alto - 2,40 m

1998
- Oro in IAAF Grand Prix Final ( Mosca), salto in alto - 2,31 m
- Argento in Coppa del mondo ( Johannesburg), salto in alto - 2,28 m